# Live in the U.K. (Tuff)
Live in the U.K. è un live album dei Tuff, uscita nel 2003 per l'Etichetta discografica R.L.S. Records.
Le tracce dalla 1 alla 12 sono registrate live nel Regno Unito in un tour con i Shameless, mentre dalla 13 alla 15 sono registrate live ai KNAC studio.

## Tracce
1. Good Guys Wear Black
2. God Bless This Mess
3. Spit Like This
4. Ruck-A-Pit Bridge
5. In Dogs We Trust
6. I Hate Kissing You Goodbye
7. So Many Seasons
8. Dead, Jail Or Rock 'N' Roll (Michael Monroe Cover)
9. Tied to the Bells
10. The All New Generation
11. Daddy's Money
12. American Hair Band
13. God Bless This Mess
14. Good Guys Wear Black
15. American Hair Band

## Formazione
- Stevie Rachelle - voce
- Michael Thomas - chitarra
- Brian Saunders - basso
- Tod T Burr - batteria